# 我从来没有
我从来没有 (英語：Never have I ever) 是一种饮酒游戏，玩家轮流向其他玩家询问他们没有做过的事情。做过这件事的其他玩家则喝一杯酒作为回应。如果没人喝酒，那么出题人就要喝酒。
另有一个非饮酒的积分制玩法，玩家在游戏开始时举起手指，当提到他们曾经做过的事情时，就放下一根手指。